# NGC 7098
NGC 7098 (другие обозначения — PGC 67266, ESO 48-5, IRAS21393-7520) — спиральная галактика с перемычкой (SBa) в созвездии Октант.
Этот объект входит в число перечисленных в оригинальной редакции «Нового общего каталога».

## Описание
Находится на расстоянии около 95 миллионов световых лет от Солнца. Представляет собой необычную спиральную галактику с многочисленными двойными деталями. Самая заметная из них — это пара отчётливых кольцеобразных структур вокруг туманной центральной области галактики. Это спиральные ветви NGC 7098, закрученные вокруг яркого галактического ядра. В центральной области галактики есть и другая двойная деталь: парная перемычка.
Кроме того, в NGC 7098 присутствуют необычные петлеобразные структуры в виде маленьких ярких полосок на обеих сторонах центральной области. Эти петли представляют собой области повышенной плотности — такие детали обычно имеют петлеобразную, линейную или круговую форму. Их можно видеть, например, в уплотнениях систем планетарных колец, в небулярных облаках и, как в случае NGC 7098, в переполненных звёздами галактических областях.